# San Martín (Meta)
San Martín, auch San Martín de los Llanos, ist eine Gemeinde (municipio) im Departamento Meta in Kolumbien.

## Geographie
San Martín liegt im Zentrum von Meta auf einer Höhe von 420 Metern 66 km von Villavicencio und 154 km von Bogotá entfernt und hat eine Jahresdurchschnittstemperatur von 25 bis 29 °C. An die Gemeinde grenzen im Norden Guamal, Castilla la Nueva, San Carlos de Guaroa und Puerto López, im Osten Puerto Gaitán, im Süden Fuente de Oro, Puerto Lleras und Mapiripán, und im Westen Granada, El Castillo, El Dorado und Cubarral.

## Bevölkerung
Die Gemeinde San Martín hat 25.902 Einwohner, von denen 23.204 im städtischen Teil (cabecera municipal) der Gemeinde leben (Stand: 2019).

## Geschichte
San Martín wurde 1585 als Medina de las Torres auf dem Weg zwischen San Juan de los Llanos und Tunja gegründet. Nachdem die Siedlung von Indigenen komplett zerstört worden war, wurde sie 1641 an der heutigen Stelle als San Martín del Puerto neu gegründet. San Martín erhielt 1958 den Status einer Gemeinde.

## Wirtschaft
Die wichtigsten Wirtschaftszweige von San Martín sind Rinder- und Milchproduktion sowie Landwirtschaft (insbesondere Ölpalme und Reis).

## Persönlichkeiten
- Islena Rey Rodríguez (* 1957), Menschenrechtlerin